# Heinz Funke
Heinz Funke (* 6. Mai 1911 in Waldenburg; † 4. April 1993 in Görlitz) war ein deutscher Arzt, der sich ab 1955 um die Neubildung des Görlitzer Bezirkskrankenhauses verdient machte. Darüber hinaus war Funke Abgeordneter des Deutschen Volksrates und der Volkskammer.

## Leben
Funke wuchs in bescheidenen Verhältnissen auf. Mit 12 Jahren verlor er seine Mutter. Nach der Volksschule besuchte er von 1921 bis 1930 das Glauchauer Realgymnasium, um danach ein Medizinstudium aufzunehmen. Dieser Studienwunsch wurde nicht zuletzt durch den frühen Verlust seiner Mutter geprägt. Funke studierte an den Universitäten in Wien, Breslau und Würzburg, wobei er zweimal wegen finanzieller Engpässe das Studium unterbrach. Zum 3. November 1933 trat er der SS bei. Am 2. Juli 1937 beantragte er die Aufnahme in die NSDAP und wurde rückwirkend zum 1. Mai desselben Jahres aufgenommen (Mitgliedsnummer 4.846.055). Schließlich wurde er 1937 in Würzburg zur Staatsprüfung zugelassen, die er erfolgreich bestand. Gleichzeitig wurde er mit der Dissertation Über die desinfizierende Wirkung der Lösungsmittel Methylglycolacetat, Dioxan und Perchloraethylen zum Dr. med. promoviert. Zu dieser Zeit arbeitete Funke nach Studienende bereits am Stadtkrankenhaus der Stadt Osterburg in der Altmark, wo er bei dem Chirurgen Walter Pommrich zunächst als Medizinalpraktikant, dann als Erster Assistent arbeitete.
Mit Kriegsbeginn 1939 wurde Funke zur Wehrmacht in den Sanitätsdienst eingezogen, welcher ihn in der Folge auch in Feldlazarette an der Ostfront führte. Er diente als Stabsarzt des Feldlazaretts 186 der 86. Infanterie-Division. Der Gedanke liegt nahe, das sich während dieser Zeit Funkes kurze Operationszeiten und die präzisen Eingriffe entwickelten, für die Funke später bekannt wurde. Im März 1945 wurde Funke während einer Operation in einem Danziger Lazarett schwer verwundet und daraufhin in seine Heimatstadt Waldenburg verlegt, wo das dortige Schloss mittlerweile zum Lazarett umfunktioniert worden war. Nach der Besetzung der Stadt an der Zwickauer Mulde durch amerikanische Truppen, die in dieser Region weit über die geplante Demarkationslinie an der Zwickauer Mulde bis vor die Tore von Chemnitz rückten, wurde Funke aus dem Lazarett entlassen.
Als Waldenburg ab dem 1. Juli 1945 von sowjetischen Truppen besetzt wurde, beauftragten ihn diese, in Niederwinkel eine Stelle als praktischer Arzt zu besetzen. Kurz darauf konnte Funke jedoch eine Anstellung als Chirurg am Kreiskrankenhaus Lichtenstein wahrnehmen, wo er die nächsten 10 Jahre tätig war. Während dieser Schaffensphase wurde Funke 1947 zum Chef der Chirurgie ernannt, 1951 Chefarzt und 1952 Ärztlicher Direktor des Kreiskrankenhauses. Im gleichen Jahr wurde er mit dem Ehrentitel Verdienter Arzt des Volkes ausgezeichnet. Vor allem in seiner Lichtensteiner Zeit betätigte sich Funke auch politisch am intensivsten. Bereits kurz nach Neugründung der KPD war Funke noch 1945 deren Mitglied geworden und in der Folge SED-Mitglied geblieben. Als Delegierter des Dritten Deutschen Volkskongresses wurde Funke als Abgeordneter der SED in den 2. Deutschen Volksrat gewählt. Auch dem Nachfolgeparlament Provisorische Volkskammer gehörte Funke vom 7. Oktober 1949 bis Oktober 1950 an. Zu den ersten Volkskammerwahlen am 19. Oktober 1950 kandidierte Funke erneut und wurde wieder zum Volkskammerabgeordneten gewählt. Von 1954 bis 1958 saß er nochmals für die SED in der Volkskammer.
1955 wechselte der mittlerweile republikweit bekannte Mediziner nach Görlitz, wo er mit dem Neuaufbau des Görlitzer Bezirkskrankenhauses beauftragt wurde. Funke selbst übernahm als Chefarzt die Chirurgische Klinik und stand dem Hause bis 1980 als Ärztlicher Direktor vor. In der Folge wurde das Haus stetig vergrößert und erhielt zum Beispiel 1966 das fünfte Dialysezentrum der DDR. 1972 wurde eine Kinderklinik eingeweiht, 1979 ein Schrittmacher-Zentrum. Schon 1956 arbeitete Funke mit der damals in Kontinentaleuropa noch als kritisch angesehenen Intubationsnarkose und initiierte in der Folge eine interdisziplinäre Station für lebensbedrohliche Zustände, aus der später eine der ersten deutschen Kliniken für Anästhesiologie und Notfallmedizin hervorging. Funkes Wirken wurde mehrfach gewürdigt. So wurde er bereits 1957 zum Obermedizinalrat und 1960 zum Professor ernannt. Im Jahr seines 60.sten Geburtstages erhielt er 1971 die Hufeland-Medaille in Gold. 1974 wurde Funke mit dem Titel Held der Arbeit ausgezeichnet. Am 21. Mai 1987 verlieh die Stadt Görlitz Heinz Funke die Ehrenbürgerwürde.
Am  4. April 1993 verstarb Heinz Funke nach längerer Krankheit in Görlitz. Er wurde auf dem Waldfriedhof seiner Heimatstadt Waldenburg beigesetzt.

## Ehrungen
- 1952: Verdienter Arzt des Volkes
- 1971: Hufeland-Medaille in Gold
- 1974: Held der Arbeit
- 1987: Ehrenbürgerwürde der Stadt Görlitz

## Darstellung Funkes in der bildenden Kunst der DDR
- Georg Schindler: Chefarzt Dr. med. Funke (1953, Kohlezeichnung, 75 × 58 cm)[3]